# Sayil

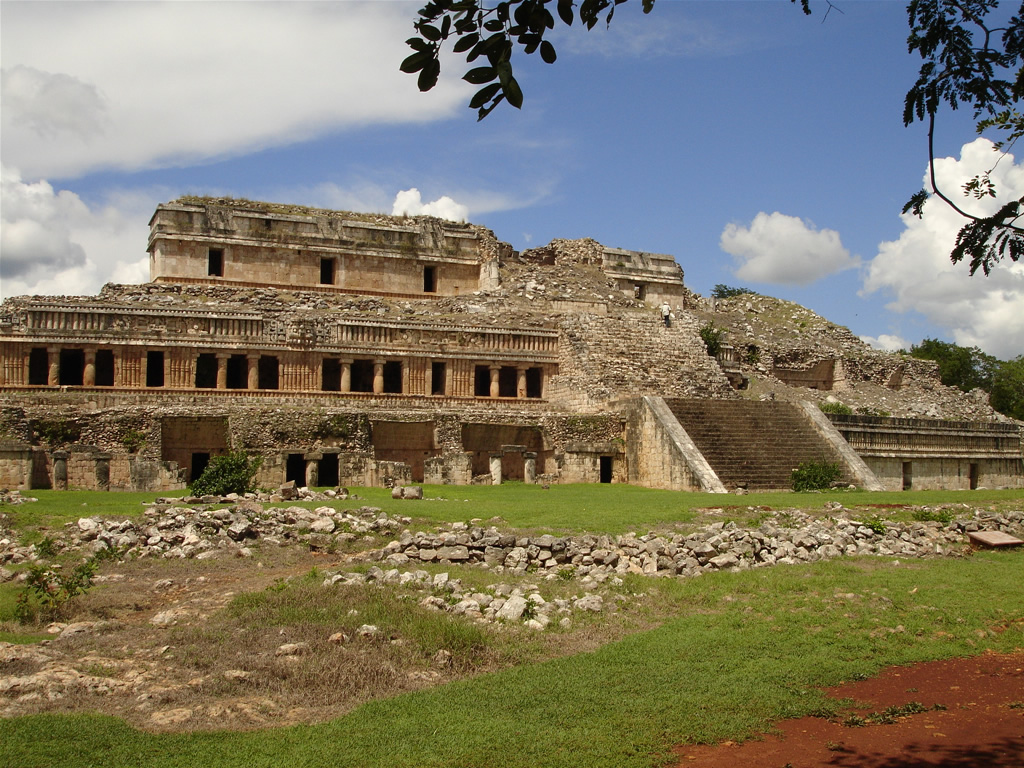
Grande palácio de Sayil

Sayil é um sítio arqueológico maia localizado no sudoeste do estado mexicano de Yucatán, a sul de Uxmal.
Trata-se de um sítio de pequena dimensão. Durante o período clássico tardio estima-se que Sayil tinha cerca de 9 000 habitantes. El Palacio (670 - 1000), com a sua fachada de 85 m de comprimento e três andares, é a maior construção em Sayil. São dignas de realce as colunas estilo puuc, que se podem encontrar por todo o palácio. A sua construção decorreu em várias fases.
Existem ainda um templo e uma estela.